# Kiza
Kiza är ett berg i Kroatien.   Det ligger i länet Lika, i den centrala delen av landet, 150 km söder om huvudstaden Zagreb. Toppen på Kiza är 1 274 meter över havet, eller 137 meter över den omgivande terrängen. Bredden vid basen är 2,3 km.
Terrängen runt Kiza är kuperad åt nordost, men åt sydväst är den bergig. Runt Kiza är det ganska tätbefolkat, med 60 invånare per kvadratkilometer. Närmaste större samhälle är Popovača, 10,2 km norr om Kiza. I omgivningarna runt Kiza växer i huvudsak lövfällande lövskog.